# 双乐乡
双乐乡，是中华人民共和国四川省绵阳市三台县曾经下辖的一个乡。2019年12月，撤销双乐乡，将其所属行政区域划归景福镇管辖。

## 行政区划
双乐乡撤销前下辖以下地区：
社区、双拱桥村、五泉山村、宋武沟村、王家堰村、宋观庙村、王太沟村、大石包村、钟鹤楼村和状元碑村。